# Homidiana monotona
Homidiana monotona är en fjärilsart som beskrevs av George Francis Hampson 1918. Homidiana monotona ingår i släktet Homidiana och familjen Sematuridae. Inga underarter finns listade i Catalogue of Life.